# The KingDom
 (août 2021).
Pour les articles homonymes, voir Kingdom.
The KingDom (hangeul : 더킹덤, RR : deokingdeom), anciennement connu sous le nom KINGDOM (hangeul : 킹덤, RR : kingdeom) est un boys band sud-coréen de K-pop créé par le label GF Entertainment. Le groupe fait ses débuts en février 2021. Il se compose de sept membres : Dann, Arthur, Mujin, Louis, Ivan, Hwon et Jahan. 
Le 18 février 2021, sort leur premier mini-album intitulé History of Kingdom : Part I. Arthur, ayant comme chanson titre Excalibur.
Le nom du groupe signifie royaume en français. Leur concept se résume par l'expression « the Seven Kings from the Seven Kingdoms » (« les sept rois des sept royaumes »). Il est basé sur un monde fantastique.
Le nom de Mujin est très similaire au mot polonais « Murzyn », c'est pourquoi les albums de The KingDom sont interdits en Pologne.
Le 25 mai 2022, GF Entertainment annonce que Chiwoo a résilié son contrat d'exclusivité avec l'agence pour des raisons personnelles et quittera donc le groupe.
Le 31 août 2022, l'agence annonce l'arrivée d'un nouveau membre, Hwon.
Le 4 avril 2024, l'agence annonce que le groupe change de nom, et s'appelle maintenant The KingDom.

## Biographie

### Pré-débuts
Dann et Arthur faisaient partie du boys band sud-coréen Varsity, de janvier 2017 à avril 2020, avant d'être membres de KINGDOM.
D’octobre 2017 jusqu'en janvier 2018, Dann participe à l'émission de télé-réalité sud-coréenne Mixnine produite par JTBC et YG Entertainment. Il finit 71e au classement général.
Louis est le premier membre qui rejoint GF Entertainment. Plus tard, il propose qu'Ivan rejoigne KINGDOM. Ivan faisait partie des K-Tiger, un groupe pratiquant le taekwondo, et a également été stagiaire chez SM Entertainment. Il quittera l'agence pour étudier la comédie à l'université. Jahan étudiait dans la même académie. Quand Ivan rejoint le groupe, il propose alors Jahan comme membre. Chiwoo est recruté pendant sa participation au concours de danse de Yeouido par le directeur de l'agence. Dann est aussi sélectionné par le directeur de GF Entertainment, qu'il connaissait par le biais de son ancienne agence. Par la suite, il présente Arthur au directeur. Quant à Mujin, c'est Arthur qui le suggère à l'agence.

### Le concept du groupe
Chaque album, et plus particulièrement, chaque chanson-titre fait référence à l'histoire d'un roi, d'un empereur ou d'un tsar et de son royaume,.

Feuille de route prévue par l'agence pour le concept de KINGDOM:
« Nous avons déjà une feuille de route pour 32 albums. Une saison se compose de huit albums, racontant l’histoire d’un des Sept Royaumes dans chaque album et un album de conclusion. Il est prévu jusqu’à 4 saisons comme celle-ci. »
— Kim Nam-hyung - PDG de GF Entertainment, STARNEWS

### History Of Kingdom: Part I. Arthur (2021)
History Of Kingdom : Part I. Arthur est le premier mini-album de KINGDOM et c'est aussi le premier album de la série History Of Kingdom. Il est sorti le 18 février 2021 avec comme chanson titre Excalibur.
L'album atteint la 46e place du classement Gaon Album Chart. History Of Kingdom : Part I. Arthur est entré dans les charts iTunes et Apple Music de 5 pays, dont la France, le Royaume-Uni et les États-Unis. La chanson titre Excalibur s'est classée dans les charts iTunes de 9 pays.

### History Of Kingdom: Part II. Chiwoo (2021)
History Of Kingdom : Part II. Chiwoo est le deuxième mini-album du groupe. Il est sorti le 1er  juillet 2021, soit 5 mois après leurs débuts. La chanson titre s’intitule KARMA. Le 26 juin, quelques jours avant la sortie du clip, KINGDOM fait une performance en avant-première de KARMA au Dream Concert 2021, en direct du World Cup Stadium de Séoul.
KARMA s'est classée 8e dans le World Digital Song Sales Chart du Billboard américain. Parmi les boys bands sud-coréens qui ont débuté en 2021, KINGDOM est le groupe ayant atteint la plus haute place dans ce classement.
La première semaine de sortie, l'album est classé 15e du classement Gaon Album Chart. History Of Kingdom: Part II. Chiwoo est entré dans les charts iTunes et Apple Music de 25 pays, dont la France, le Royaume-Uni, Japon, ainsi que la Corée,.

### History Of Kingdom: Part III. Ivan (2021)
History Of Kingdom : Part III. Ivan est le troisième mini-album du groupe, sorti le 21 octobre 2021. La chanson titre de cet album est Black Crown.
L'album est entré dans le top 10 sur iTunes dans 10 pays, dont le Royaume-Uni, la France, l'Australie et le Mexique. Black Crown s'est classée 7e dans le World Digital Song Sales Chart du Billboard américain.

### History Of Kingdom: Part IV. Dann (2022)
History Of Kingdom : Part IV. Dann est le quatrième mini-album du groupe. Sa sortie était prévue pour le 17 mars mais a été repoussée au 31 mars en raison de cas de COVID dans le groupe. La chanson titre s’intitule '승천' qui signifie ascension.

## Membres
| Nom de scène | Nom de scène | Nom de naissance | Nom de naissance | Date de naissance     | Nationalité | Positions                             |
| Romanisé     | Coréen       | Romanisé         | Coréen           | Date de naissance     | Nationalité | Positions                             |
| ------------ | ------------ | ---------------- | ---------------- | --------------------- | ----------- | ------------------------------------- |
| Dann         | 단           | Jung Seungbo     | 정승보           | novembre 1997         | Sud-coréen  | leader, chanteur, hyung (le plus âgé) |
| Arthur       | 아서         | Jang Yunho       | 장윤호           | 15 avril 2000         | Sud-coréen  | chanteur, danseur principal           |
| Mujin        | 무진         | Go Sungho        | 고성호           | 20 novembre 2000      | Sud-coréen  | chanteur, rappeur                     |
| Louis        | 루이         | Yang Dongsik     | 양동식           | 8 avril 2001          | Sud-coréen  | chanteur, danseur                     |
| Ivan         | 아이반       | Park Yoosung     | 박유성           | 12 octobre 2001       | Sud-coréen  | chanteur, visuel                      |
| Hwon         | 훤           | Shim Youngjoon   | 심영준           | 12 mars 2002 (22 ans) | Sud-coréen  | chanteur                              |
| Jahan        | 자한         | Lim Jihun        | 임지훈           | 1er août 2002         | Sud-coréen  | rappeur, chanteur, maknae             |

### Anciens membres
| Nom de scène | Nom de scène | Nom de naissance | Nom de naissance | Date de naissance | Nationalité | Positions                       |
| Romanisé     | Coréen       | Romanisé         | Coréen           | Date de naissance | Nationalité | Positions                       |
| ------------ | ------------ | ---------------- | ---------------- | ----------------- | ----------- | ------------------------------- |
| Chiwoo       | 치우         | Guk Seungjun     | 국승준           | 2 septembre 2002  | Sud-coréen  | rappeur, maknae (le plus jeune) |

Ce tableau est adapté du profil des membres sur le site officiel de GF Entertainment et d'articles,,,,,,,.

## Discographie
| Titre                                | Date de sortie  | Détails de l'album                                                                             | Chanson titre             | Meilleure position classement 'Album Chart' | Total des ventes                       |
| Titre                                | Date de sortie  | Détails de l'album                                                                             | Chanson titre             | KOR                                         |                                        |
| ------------------------------------ | --------------- | ---------------------------------------------------------------------------------------------- | ------------------------- | ------------------------------------------- | -------------------------------------- |
| History of Kingdom : Part I. Arthur  | 18 février 2021 | Mini-album composé de 7 pistes Label : GF Entertainment Formats : CD, téléchargement numérique | Excalibur                 | 46                                          | 1er jour : 55 1ère semaine : 2,200     |
| History of Kingdom : Part II. Chiwoo | 1 juillet 2021  | Mini-album composé de 7 pistes Label : GF Entertainment Formats : CD, téléchargement numérique | KARMA                     | 15                                          | 1er jour : 1,723 1ère semaine : 3,752  |
| History of Kingdom : Part III. Ivan  | 21 octobre 2021 | Mini-album composé de 7 pistes Label : GF Entertainment Formats : CD, téléchargement numérique | Black Crown               | 14                                          | 1er jour : 5,511 1ère semaine : 8,674  |
| History Of Kingdom : Part IV. Dann   | 31 mars 2022    | Mini-album composé de 7 pistes Label : GF Entertainment Formats : CD, téléchargement numérique | 승천                      | 10                                          | 1er jour : 7,856 1ère semaine : 18,651 |
| History Of Kingdom : Part V. Louis   | 5 octobre 2022  | Mini-album composé de 7 pistes Label : GF Entertainment Formats : CD, téléchargement numérique | 백야 (Long Live The King) | 7                                           | 1er jour : 4,686 1ère semaine : 45,920 |

## Awards et nominations
| Cérémonie                | Année | Catégorie                         | Nomination | Résultat   | Ref.   |
| ------------------------ | ----- | --------------------------------- | ---------- | ---------- | ------ |
| Asia Artist Awards       | 2021  | Focus Award – Music               | Kingdom    | Lauréat    | [ 39 ] |
| Newsis K-Expo            | 2021  | Next Generation Hallyu Star Award | Kingdom    | Lauréat    | [ 40 ] |
| Korea First Brand Awards | 2022  | Male Idol Rising Star Award       | Kingdom    | Nomination | [ 41 ] |